# Katarzyna Lubnauer

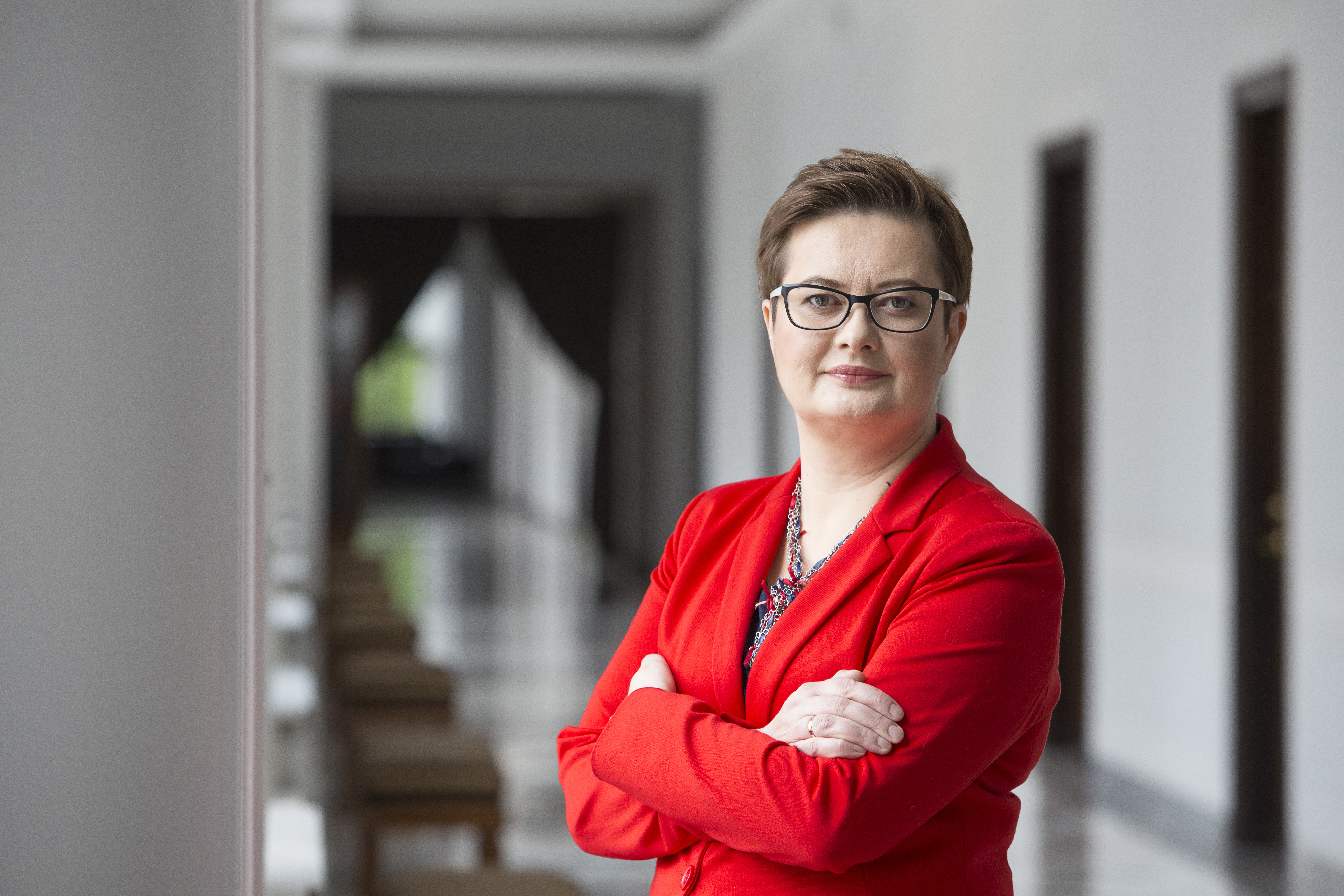
Katarzyna Lubnauer (2017)

Katarzyna Anna Lubnauer geb. Libudzisz (* 24. Juli 1969 in Łódź) ist eine polnische Politikerin (UW, PD, .N). Seit 2015 ist sie Sejm-Abgeordnete in der VIII., XI. und X. Legislaturperiode. Seit 2023 ist sie Staatssekretärin im Bildungsministerium.

## Leben und Beruf
Lubnauer absolvierte 1993 das Studium der Mathematik an der Universität Łódź. Kurz arbeitete sie als Lehrerin in einer Mittelschule, danach wurde sie als akademischer Lehrer an der Universität Łódź angestellt. Im Jahr 2001 erhielt sie den Doktortitel in mathematischen Wissenschaften im Institut für Mathematik der Universität Łodź mit einer Spezialisierung in der Wahrscheinlichkeitstheorie auf der Grundlage der Abhandlung „Grenzwertsätze in der Quantenwahrscheinlichkeitstheorie“. Danach wurde sie zur Dozentin am Lehrstuhl für Wahrscheinlichkeitstheorie und Statistik ernannt. Sie war Mitorganisatorin des Festiwal Nauki, Techniki i Sztuki. Sie war 2015 Mitinitiatorin der Initiative „Świecka Szkoła“ (Säkulare Schule).
Lubnauer ist verheiratet und Mutter einer Tochter.

## Politik
Seit 1993 war Lubnauer in der Unia Demokratyczna (UD), seit 1994 in der Unia Wolności (UW) tätig. Im Zeitraum von 1998 bis 2002 war sie für im Stadtrat von Łódź tätig. Bei der Parlamentswahl 2001 kandidierte sie erfolglos für die UW zum Sejm. Bei den Selbstverwaltungswahlen 2002 verpasste sie den Wiedereinzug in die Stadtrat. Sie war Mitglied des letzten nationalen Vorstandes der Parteiorganisatione der UW. Nach Umwandlung der UW in die Partia Demokratyczna – demokraci.pl (PD) gehörte sie auch dort dem Parteivorstand an. Für die PD kandidierte sie bei der Parlamentswahl 2005 ebenfalls erfolglos zum Sejm. Bei den Selbstverwaltungswahlen 2006 (als PD-Mitglied auf der Liste Lewica i Demokraci) und 2010 (als Kandidatin der PD auf der Liste der Platforma Obywatelska) verpasste sie den Einzug in den Stadtrat von Łódź.
Bei der Parlamentswahl 2015 bewarb sie sich im Bezirk Łodź und wurde auf der Liste der neugegründeten Partei Nowoczesna zum Sejm der VIII. Legislaturperiode mit 18 549 Stimmen gewählt. Sie gilt als eine der aktivsten Abgeordneten, erscheint oft in polnischen Medien. Am 26. April 2017 wurde sie zur Vorsitzenden des Abgeordnetenklubs der Nowoczesna gewählt. Am 25. November 2017 gewann sie überraschend die turnusmäßige Wahl zum neuen Parteivorsitzenden und löste damit Gründer Ryszard Petru ab. Bei der Parlamentswahl am 13. Oktober 2019 wurde sie auf der Liste des Wahlbündnisses Koalicja Obywatelska (KO), an dem sich Nowoczesna beteiligt, mit 28 205 Stimmen im Wahlkreis Warschau zur Sejm-Abgeordneten der IX. Legislaturperiode gewählt. Bei der Parlamentswahl 2023 wurde sie erneut auf der KO-Liste in den Sejm gewählt. Nach der Bildung der neuen Regierung unter Donald Tusk wurde sie im  Dezember 2023 zur Staatssekretärin im Bildungsministerium ernannt.